# Osztrosinc
Osztrosincs (horvátul: Ostrošinci) falu Horvátországban, Eszék-Baranya megyében. Közigazgatásilag Pogorácshoz tartozik.

## Fekvése
Eszéktől légvonalban 39, közúton 47 km-re délnyugatra, községközpontjától 3 km-re délnyugatra, Szlavónia középső részén, a Krndija-hegység északi lejtőin, a Diakovárról Nekcsére menő főúttól délre fekszik.

## Története
A település a középkorban is létezett. 1477-ben „Ostrosyncz” alakban említik a Garaiak birtokai között. A török 1532 körül szállta meg, de a török elleni felszabadító háborúkban elpusztult. A török uralom alól felszabadított szlavóniai települések 1698-as kamarai összeírásában „Ostrosicz” néven Pogorács déli szomszédjaként, kihalt településként említik. A 17. század végén, vagy a 18. század elején a Felső-Drávamente, Lika és a horvát Hegyvidék térségeiből horvát családok érkeztek ide. A 18. század elejétől a nekcsei uradalom része volt, mely 1734-ben a Pejácsevich család birtoka lett. Pejacsevich II. József a század második felében létrehozta pogorácsi uradalmat, melynek Osztrosincs is a része lett.
Az első katonai felmérés térképén „Oztrosincze” néven található. Lipszky János 1808-ban Budán kiadott repertóriumában „Osztrosincze” néven szerepel.
Nagy Lajos 1829-ben kiadott művében „Osztrosincze” néven 32 házzal, 187 katolikus vallású lakossal találjuk.
A településnek 1857-ben 164, 1910-ben 322 lakosa volt. Verőce vármegye Nekcsei járásának része volt. Az 1910-es népszámlálás adatai szerint lakosságának 52%-a szerb, 30%-a szlovák, 12%-a horvát, 6%-a magyar anyanyelvű volt. Az első világháború után 1918-ban az új szerb-horvát-szlovén állam, majd később (1929-ben) Jugoszlávia része lett. A falu 1991-től a független Horvátországhoz tartozik. 1991-ben lakosságának 65%-a horvát, 28%-a szerb, 3%-a szlovák nemzetiségű volt. 2011-ben a falunak 95 lakosa volt.

## Lakossága
| Lakosság változása | Lakosság változása | Lakosság változása | Lakosság változása | Lakosság változása | Lakosság változása | Lakosság változása | Lakosság változása | Lakosság változása | Lakosság változása | Lakosság változása | Lakosság változása | Lakosság változása | Lakosság változása | Lakosság változása | Lakosság változása |
| ------------------ | ------------------ | ------------------ | ------------------ | ------------------ | ------------------ | ------------------ | ------------------ | ------------------ | ------------------ | ------------------ | ------------------ | ------------------ | ------------------ | ------------------ | ------------------ |
| 1857               | 1869               | 1880               | 1890               | 1900               | 1910               | 1921               | 1931               | 1948               | 1953               | 1961               | 1971               | 1981               | 1991               | 2001               | 2011               |
| 164                | 169                | 221                | 260                | 318                | 322                | 357                | 399                | 366                | 377                | 339                | 309                | 218                | 190                | 129                | 95                 |

(1857-ben és 1869-ben Pogorács részeként.)

## Nevezetességei
- Szent József tiszteletére szentelt római katolikus kápolnája a pogorácsi Szent Miklós plébánia filiája.
- Pravoszláv fa haranglába.

## Sport
NK „Bratstvo” Ostrošinci labdarúgóklub.

## Egyesületek
LD „Jastreb” Ostrošinci vadásztársaság